# Jan Frank Fischer
Jan F. Fischer, češki skladatelj in prevajalec, * 15. september 1921, Louny, † 27. januar 2006, Praga.
Glasbo je študiral na Praškem konservatoriju. Najpomembnejša dela so v njegovem opusu opere; ustvaril jih je na lastna besedila deset. Kot prevajalec je prevajal večinoma iz španščine klasike (Cervantesa, Lorco, Lopeja de Vego ...)
Na odru ljubljanske Opere so leta 1966 uprizorili njegovo najbolj znano opero v dveh dejanjih s prologom in epilogom Romeo, Julija in tema. Opera je sicer krstno predstavo doživela 14. septembra 1962 v Brnu. 

## Opere (izbor)
- Ženichové (1957)
- Romeo, Julija in tema (1961)
- Oh, Mr. Fogg! (1970)
- Dekameron (1975)
- Copernicus (1981)
- Obřady (1990)